# Teiinae
Die Teiinae sind eine vom südlichen Nordamerika bis zum zentralen Südamerika (nördliches Argentinien) vorkommende Unterfamilie der Schienenechsen (Teiidae).

## Merkmale
Sie sind im Allgemeinen kleine bis mittelgroße Echsen mit einem langgestreckten Körper, einem langen peitschenartigen Schwanz und langen Hinterbeinen. Ihre Kopf-Rumpf-Länge reicht von 4,5 bis 20 cm. Zu den charakteristischen Merkmalen der Unterfamilie gehört, dass der vordere innere (anteromediale) Rand des Supratemporalfensters vom Postfrontale und/oder Postorbitale statt vom Parietale gebildet wird. Weitere Besonderheiten am Schädel stellen ein medial ausgedehntes Quadratum (Quadratbein), das mit dem Flügelbein (Pterygoid) über ein Gleitgelenk verbunden ist, sowie eine nasale Apophyse auf dem Maxillare dar. Der hinter dem Kiefergelenk liegende Abschnitt der Unterkiefers (Retroarticularfortsatz) trägt eine dorsale Grube oder Furche. Femoral- und Abdominalporen bilden eine ununterbrochene Reihe. Die Zahl der präsacralen Wirbel (Wirbel vor dem Kreuzbein) liegt bei 25, die Bauchschuppen sind in 6 bis 20 Reihen angeordnet. Das diploide Genom umfasst 2n=46 bis 56 Chromosomen.

## Lebensweise
Teiinae kommen in einem weiten Bereich von Lebensräumen vor, vom Amazonasregenwald bis zu trockenem Grasland, und sind in der Regel bei relativ hohen Temperaturen (bis zu 40 °C) aktiv. Die in Nordamerika lebenden Arten der Gattung Aspidoscelis werden erst bei Temperaturen ab 24 °C aktiv und bleiben bei niedrigeren Temperaturen in ihrem Erdbau. Fast alle Arten sind aktive Beutegreifer, die ihre vor allem aus verschiedenen Gliederfüßern bestehende Nahrung, mit den Augen und über den Geruchssinn aufspüren. Bei vielen Arten haben Termiten einen großen Anteil an ihrer Ernährung. Die Beutetiere werden oft ausgegraben. Insekten, die sich mit Hilfe von ätzenden und übelriechenden Flüssigkeiten verteidigen können, wie viele Käfer und fast alle Ameisen, werden gemieden. Drei Arten, Cnemidophorus arubensis, Cnemidophorus murinus und Dicrodon guttulatum, sind Pflanzenfresser. Alle Teiinae vermehren sich ovipar, d. h., sie legen Eier. Die Gelegegröße ist abhängig von der Körpergröße, Cnemidophorus arubensis legt nur ein einzelnes, sehr großes Ei. In den Gattungen Aspidoscelis, Cnemidophorus, Kentropyx und Teius gibt es unisexuelle Arten, die sich durch Parthenogenese vermehren, bei Aspidoscelis machen sie etwa ein Drittel der über 40 Arten aus.

## Systematik
Zu den Teiinae gehören 13 Gattungen und über 120 Arten:
- Ameiven (Ameiva Meyer, 1795)
  - Grüne Ameive (Ameiva ameiva)

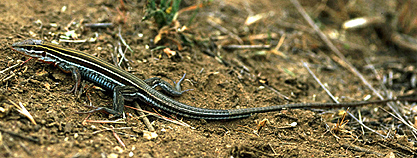
Aspidoscelis hyperythra

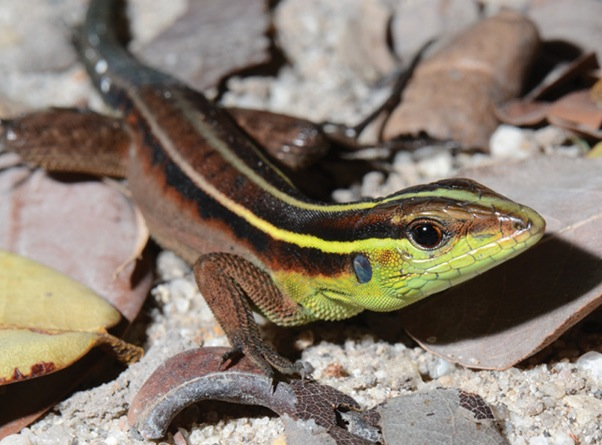
Kentropyx calcarata

  - Zentralamerikanische Ameive (Ameiva festiva)
  - † Guadeloupe-Ameive (Ameiva cineracea Barbour & Noble, 1915)
- Ameivula Harvey, Ugueto & Gutberlet, 2012
- Aspidoscelis Fitzinger, 1843
- Aurivela Harvey, Ugueto & Gutberlet, 2012
- Cnemidophorus Wagler, 1830
- Contomastix Harvey, Ugueto & Gutberlet, 2012
- Dicrodon Duméril & Bibron, 1839
- Glaucomastix Goicoechea, Frost, De la Riva, Pellegrino, Sites, Rodrigues & Padial, 2016
- Holcosus Cope, 1862
- Kentropyx Spix, 1825
- Medopheos Harvey, Ugueto & Gutberlet, 2012
- Pholidoscelis Fitzinger, 1843
- Teius Merrem, 1820 Typusgattung